# Ragni Cawén
Ragni Cawén, född 3 juni 1891 i Helsingfors, död där 12 juni 1981, var en finländsk konstnär. Hon var gift med Alvar Cawén från 1924. 
Cawén studerade i två repriser, 1908–1909 och 1912–1915, vid Finska konstföreningens ritskola och genomgick 1912–1917 Centralskolan för konstflit. Hon företog studieresor till Dresden 1910 och till Paris 1911; debuterade 1912. Cawén, som 1920–1927 var teckningslärare vid de svenska folkskolorna i Helsingfors, började som målare i det lilla formatet, men övergick småningom till allt större dukar. I början av 1920-talet målade hon ofta motiv från Helsingfors med omnejd i mörka färger. Hennes motiv växlade senare mellan landskap (både från den östnyländska skärgården och från Södern, ofta Italien) och figurer, som avbildas med en fräsch spontanitet. Cawén, som var produktiv upp i hög ålder, så när som på en tioårig paus under sitt äktenskap, tillägnade sig med tiden en allt starkare lysande färgskala och lät sig under 1950-talet ännu påverkas av tidens moderna strömningar i konsten.